# Centrolene litorale
Centrolene litorale là một loài ếch thuộc họ Centrolenidae.
Loài này có ở Colombia và Ecuador.
Môi trường sống tự nhiên của chúng là rừng ẩm vùng đất thấp nhiệt đới hoặc cận nhiệt đới và sông ngòi.
Tình trạng bảo tồn của nó hiện chưa đủ thông tin.